# Сен-Ромен-де-Жальонас
Сен-Ромен-де-Жальона (фр. Saint-Romain-de-Jalionas) — коммуна во Франции, находится в регионе Рона — Альпы. Департамент коммуны — Изер. Входит в состав кантона Кремьё. Округ коммуны — Ла-Тур-дю-Пен.
Код INSEE коммуны — 38451. Население коммуны на 2006 год составляло 2993 человека. Населённый пункт находится на высоте от 194 до 222 метров над уровнем моря. Муниципалитет расположен на расстоянии около 440 км юго-восточнее Парижа, 45 км юго-восточнее Лиона, 55 км северо-западнее Гренобля. Мэр коммуны — Жорж Блерио, мандат действует на протяжении 2008—2013 гг.
Динамика населения (INSEE):